# Vincenzo Scamozzi
Vincenzo Scamozzi (Vicenza, 2 de septiembre de 1548 - †7 de agosto de 1616) fue un arquitecto renacentista de fines del siglo XVI y principios del XVII. Trabajó en Vicenza y en la República de Venecia, donde fue la figura más importante después de Andrea Palladio y su colega Baldasarre Longhena.
Según Scamozzi, la arquitectura -disciplina a la que dedicó toda su vida- debía ser una ciencia exacta, compleja, con reglas propias que se debían estudiar con atención y paciencia.

## Resumen biográfico

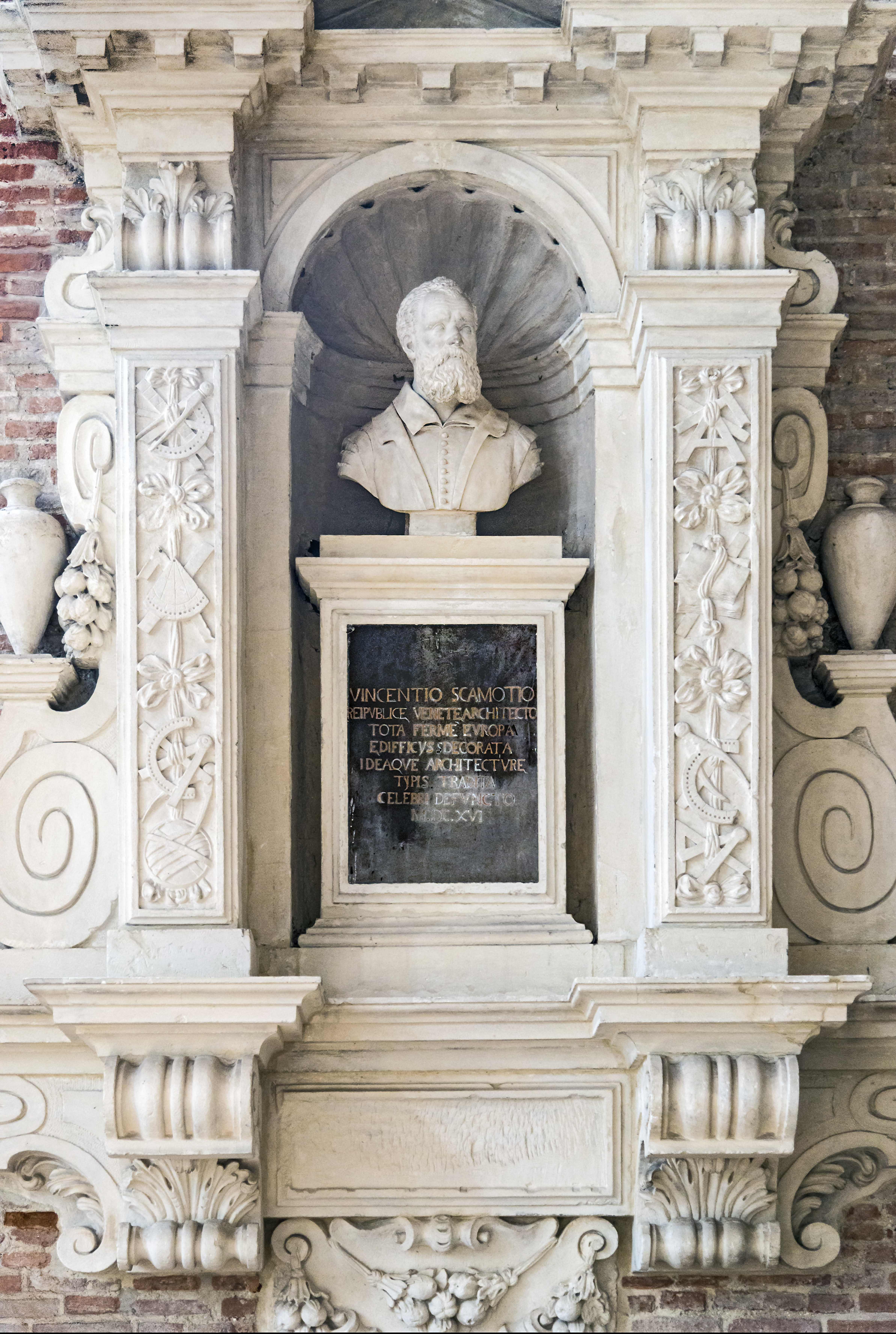
Monumento a Vincenzo Scamozzi

Nacido en 1548 en Vicenza, donde recibió una primera educación del padre Giandomenico, culturalmente ligado a Sebastiano Serlio , en 1572 se establece en Venecia, donde estudia el tratado de arquitectura de Vitruvio en la interpretación de Daniele Barbaro y de Andrea Palladio.
De vuelta en Vicenza, en colaboración con su padre realizó una serie de palazzi y villas en su ciudad natal y en la provincia, trabajando asimismo en la terminación de algunas obras de Palladio, a la muerte de este último, en 1580.
Su actividad tardía vuelve a estar en Venecia, donde se establece nuevamente en 1580, en Castelfranco Veneto y en Bérgamo.

## La arquitectura como ciencia

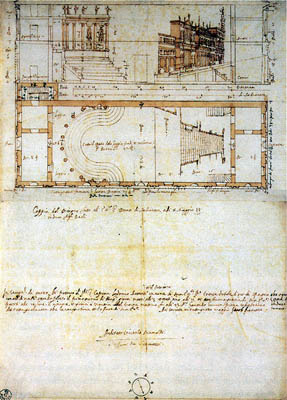
Proyecto del teatro de Sabbioneta.

La figura de Scamozzi es relativamente poco conocida, aunque como arquitecto pudo mostrar una serie de "primicias": organizó con las estatuas de la República veneciana (de 1591 a 1593) el primer museo público de Europa. Proyectó y realizó el primer edificio de la Edad Moderna estudiado específicamente para un teatro, en Sabbioneta, Mantua, e importantes proyectos para el gobierno de Venecia, entre los cuales destaca la Procuraduría Nueva en la Piazza de San Marco.
Después de haber construido una importante cantidad de obras -especialmente villas en los alrededores de Vicenza- escribió uno de los más importantes tratados de la época, "La idea de la arquitectura universal" , en 1615 . que fue por largo tiempo adoptada como texto básico de los arquitectos de la época, y tuvo especial difusión en el norte del continente.
Scamozzi representó, en muchos aspectos, una figura moderna como arquitecto, estudioso e intelectual de su tiempo. Tuvo en cuenta la necesidad de reunir una notable biblioteca personal, coleccionando libros (en la época muy caros) de las más diversas disciplinas, desde matemática hasta física. Fue el primero en proyectar el funcionamiento de un museo, cuidando atentamente no sólo la disposición de las piezas, sino también estudiando la iluminación natural, aspecto muy avanzado para la época, que se encuentra asimismo en muchos de sus restantes proyectos.
La obra maestra de Scamozzi es sin duda la Villa Pisani, en Lonigo, Vicenza, llamada "La Rocca". Posee un tipología de planta central, que proyectó a la edad de 26 años. En esta obra no se limitó a imitar la célebre Villa Capra del gran Palladio (en esa época todavía en construcción), sino que utilizó una tipología inédita, con inspiración directa del Panteón de Roma.

## Cronología de las obras

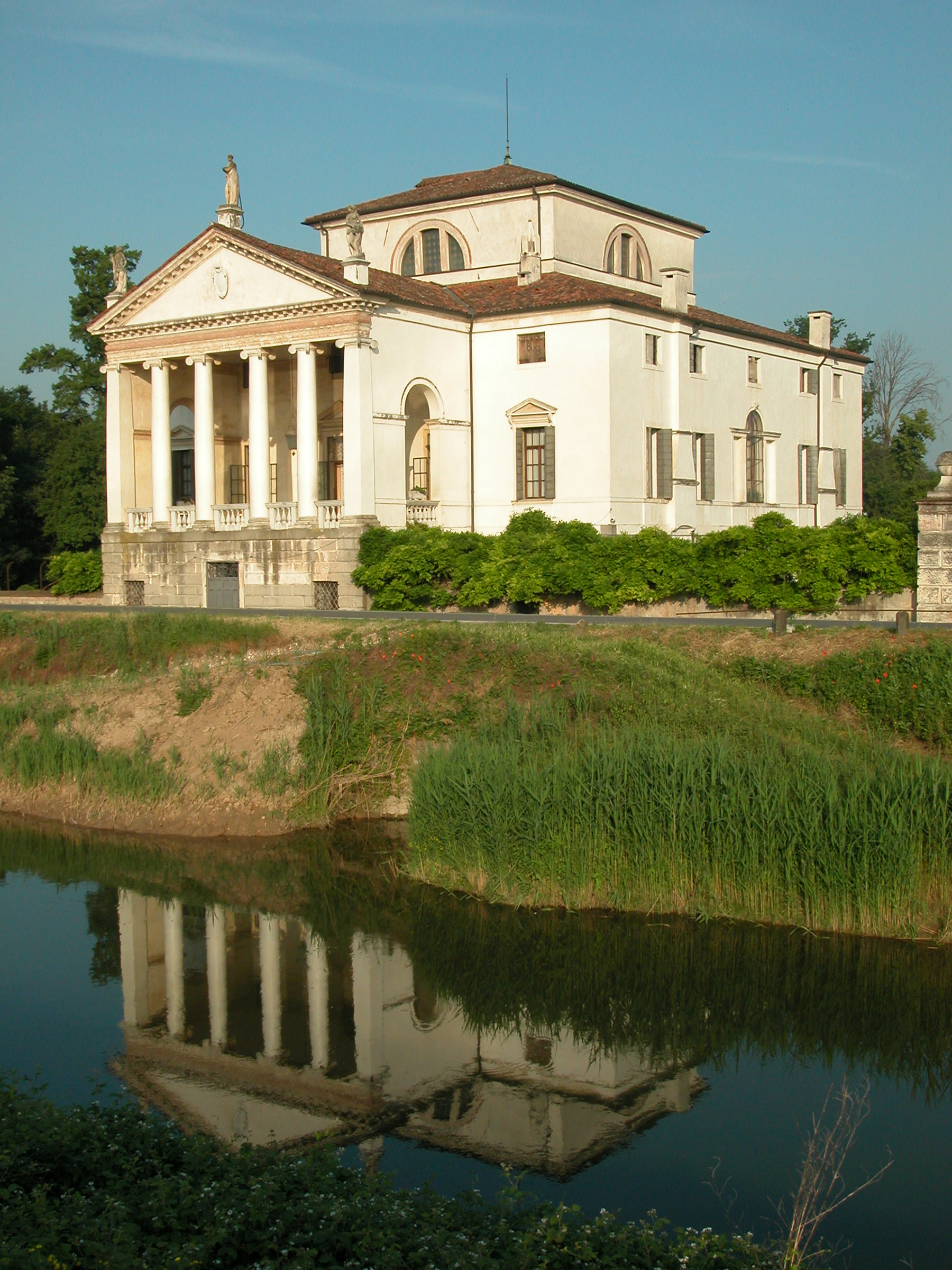
Villa Molin en Mandria, Padua.

- 1568-1575: Villa Ferramosca (para Girolamo Ferramosca), Vicenza) (con Giandomenico Scamozzi)
- 1569: Palazzo Godi, Vicenza (proyecto, alterado en la ejecución póstuma)
- 1572-1593: Palazzo Thiene-Bonin, Vicenza
- 1574-1615: Villa Verlato (para Leonardo Verlato), Villaverla (Vicenza)
- 1575: Palazzo Caldogno, Vicenza
- 1575-1578: Villa Pisani llamada la Rocca Pisana, Lonigo (Vicenza)
- 1576-1579: Palazzo Trissino-Trento (para Pierfrancesco Trissino), Vicenza (con Giandomenico Scamozzi)
- 1580: Villa Priuli (para Francesco Priuli), Castelfranco Veneto, Treviso) (ala norte)
- 1580-1584: Villa Nani Mocenigo en Canda, Provincia de Rovigo
- 1580-1592: Villa Capra, llamada La Rotonda, Vicenza (completó la construcción, proyecto de Andrea Palladio, reproyectando la cúpula y agregando los anexos)
- 1581-1586: San Gaetano Thiene, Padua
- 1581-1599: Procuraduría Nueva, Piazza San Marco, Venecia (continuada con un proyecto interior diferente al de Francesco Smeraldi y completada en 1663 por Baldassarre Longhena)
- 1582: Palacio cívico, Vicenza atribuido
- 1582-1591: Biblioteca de San Marco en Venecia (completó sobre proyecto de Jacopo Sansovino)
- 1584-1585: Teatro Olímpico, Vicenza (construcción del escenario)
- 1587-1596: Biblioteca de San Marco, Venecia (antesala)
- 1588: Villa Cornaro, Pueblo de Castelfranco (Treviso) (reconstrucción)
- 1588-1590: Teatro de Sabbioneta (para el duque Vespasiano Gonzaga), Sabbioneta (Provincia de Mantua)
- 1590: Villa Contarini (para Girolamo Contarini), Loreggia (Padua)
- 1590-1595: Iglesia dei Tolentini, Venecia
- 1591-1593: Estatuario de la República de Venecia
- 1591-1594: San Gaetano Thiene, Padua (monastero)
- 1591-1595: Villa Cornaro (para Girolamo Cornaro), Piombino Dese (Padua) (completamiento) atribuido
- 1591-1597: Villa Duodo y Cappella di San Giorgio, Monselice (Padua)
- 1592: Palazzo Duodo, Venecia
- 1592-1616: Palazzo Trissino al Corso (para Galeazzo Trissino), Vicenza
- 1594-1600: Villa Bardellini (para Valerio Bardellini), Monfumo (Treviso) (destruida)
- 1596: Villa Ferretti (para Girolamo Ferretti) sobre la ribera del Brenta, Sambruson del Dolo (Venecia)
- 1596-1597: Villa Cornaro, Piombino Dese (Padua)
- 1596: Monumento funerario de Benedetta Pisani, mujer de Andrea Delfín, procurador de San Marcos.
- 1597: Villa Molin (para Nicolò Molin), Mandria, Padua
- 1597: Villa Priuli, Carrara (Padua)
- 1597-1598: Villa Godi (Vicenza)
- 1601: Palazzo del Bo, Padua (fachada de la universidad)
- 1601: Villa Delfín (Campolongo) para Andrea Delfín, procurador de San Marcos.
- 1601-1606: San Giacomo di Rialto, Venecia (altar de la escuela de los orefices)
- 1601-1636: Iglesia y Hospedaje de San Lazaro dei Mendicanti, Venecia
- 1604-1612: Proyecto para la catedral de San Ruperto y Virgilio, Salzburgo, Austria (completado entre 1614 y 1628 por Santino Solari)
- 1605: Iglesia de San Pedro y San Pablo, Venecia (puerta de la sacristía; con Alessandro Vittorio)
- 1605-1616: Villa Duodo, Monselice (Padua
- 1607-1611: San Giorgio Maggiore (Venecia)(fachada)
- 1607-1616: Villa Cornaro al Paradiso, Venecia (pabellones gemelos)
- 1609: Villa Trevisan (para Domenico Trevisan), San Donà di Piave (Padua)
- 1609-1616: Palazzo degli Scrigni en Santrovaso sobre el Canal Grande, Venecia
- 1614: Palazzo Loredan Vendramin, Venecia (ala este; demolida en 1659 y reconstruida en 1660)

### Obras de autoría incierta
- Villa Morosini Mantovani llamada Ca' Morosini, Polesella .Provincia de Rovigo
- Palazzo Grimani, Polesella (Rovigo) (destruido en 1892)

### Textos de Scamozzi
- Discurso sobre la antigüedad de Roma, 1582
- La idea de la arquitectura universal, Venecia, 1615
- Bibliografía y libros en línea, http://architectura.cesr.univ-tours.fr/Traite/Auteur/Scamozzi.asp?param=

### Textos sobre Scamozzi
- (italiano) F. Barbieri y G. Beltramini , Vincenzo Scamozzi. 1548-1616
- (italiano) Lionello Puppi, La solitudine di Vincenzo Scamozzi, nostro contemporáneo documento pdf, en Anales de arquitectura n.° 15, Vicenza 2003
- (italiano) Fernando Rigon, L’Idea in figura. Iconografie tipografiche del Trattato scamozziano documento pdf en Anales de arquitectura n.° 16, Vicenza 2004